# Lagunillas (Tecoanapa)
Lagunillas es una localidad del estado mexicano de Guerrero. Es parte del municipio de Tecoanapa.

## Demografía
| Gráfica de evolución demográfica |
|                                  |

| Censo | Población |
| ----- | --------- |
| 1910  | 483       |
| 1921  | 463       |
| 1930  | 242       |
| 1940  | 265       |
| 1950  | 200       |
| 1960  | 314       |
| 1970  | 476       |
| 1980  | 1 093     |
| 1990  | 1 025     |
| 2000  | 1 351     |
| 2010  | 1 302     |
| 2020  | 1 322     |